# Jennings (Oklahoma)
Jennings – miasto w Stanach Zjednoczonych, w stanie Oklahoma, w hrabstwie Pawnee.